# Citrus assamensis
Ne doit pas être confondu avec Citron d'Assam.
Espèce
Citrus assamensis est un agrume sauvage du nord-est de l'Inde marginalement cultivé pour son utilisation en cuisine (odeur de gingembre) et en voie de disparition, son aire de répartition naturelle va de l'Assam au Bangladesh. 

## Dénomination
S. Dutta et SC Bhattacharya signalent l'espèce en 1951 à partir d'une plante collecté à Karimganj en Assam. Le nom local est আদা জামির (Ādā jāmira) Ada-jamir, Gingembre-Jamir pour le demi fruit ouvert. Il est parfois confondu avec C. penivesiculata.
On ne doit pas le confondre avec le citron d'Assam (Assam lemon) qui est un cultivar de citron (C. limon). 

### Taxonomie
Les spécialistes de Kew Gardens à qui la plante a été soumise pour identification le rapproche du Combava. Mais cette espèce n'est pas présente en Inde et la morphologie n'est pas celle de C. hystrix (taille de l'arbre, floraison, feuilles, fruits) Dutta et Bhattach décident donc de l'élever au rang d'espèce. Il est propagé par graines. En 1961, S. S. Raghuvanshi décrit de nombreuses instabilités dans la mitose y compris des polyploïdies (la plante est ordinairement diploïde 2n = 18), la stérilité chromosomique du pollen est importante (45%).Citrus assamensis S. Dutta & S.C. Bhattach est admis dans le Protocole européen for distinctness uniformity and stability, Group 3 Lemons and limes.
On rencontre aussi C. macroptera var. assamensis, C. pennivesiculata var.assamensis.

### Phylogénie
A. R. Barbhuiya et al. (2022) ont reconstitué une phylogénie de 24 espèces d'agrumes du Nord-est indien à l'aide des séquences nucléotidiques de trois chloroplastes. Ils classent la population en 5 groupes: C. indica et C. medica de la région himalayenne orientale sont regroupés en un clade basal, C. assamensis et C. macroptera sont un clade séparés monospécifiques. Ils écrivent «l' espèce sauvage et endémique C. assamensis forme un deuxième clade indépendant et très divergent du reste des espèces de Citrus. Les insertions de nucléotides uniques dans les séquences alignées trnL-trnF, trnS-trnG et ITS2 à différentes positions sont responsables de la faible parenté par rapport aux autres espèces. Bien que C. assamensis partage certaines similitudes morphologiques avec d'autres agrumes acides, son fort goût acide et son odeur de gingembre (d'où le nom commun régional ada-jamir) le distinguent des autres espèces d'agrumes.».

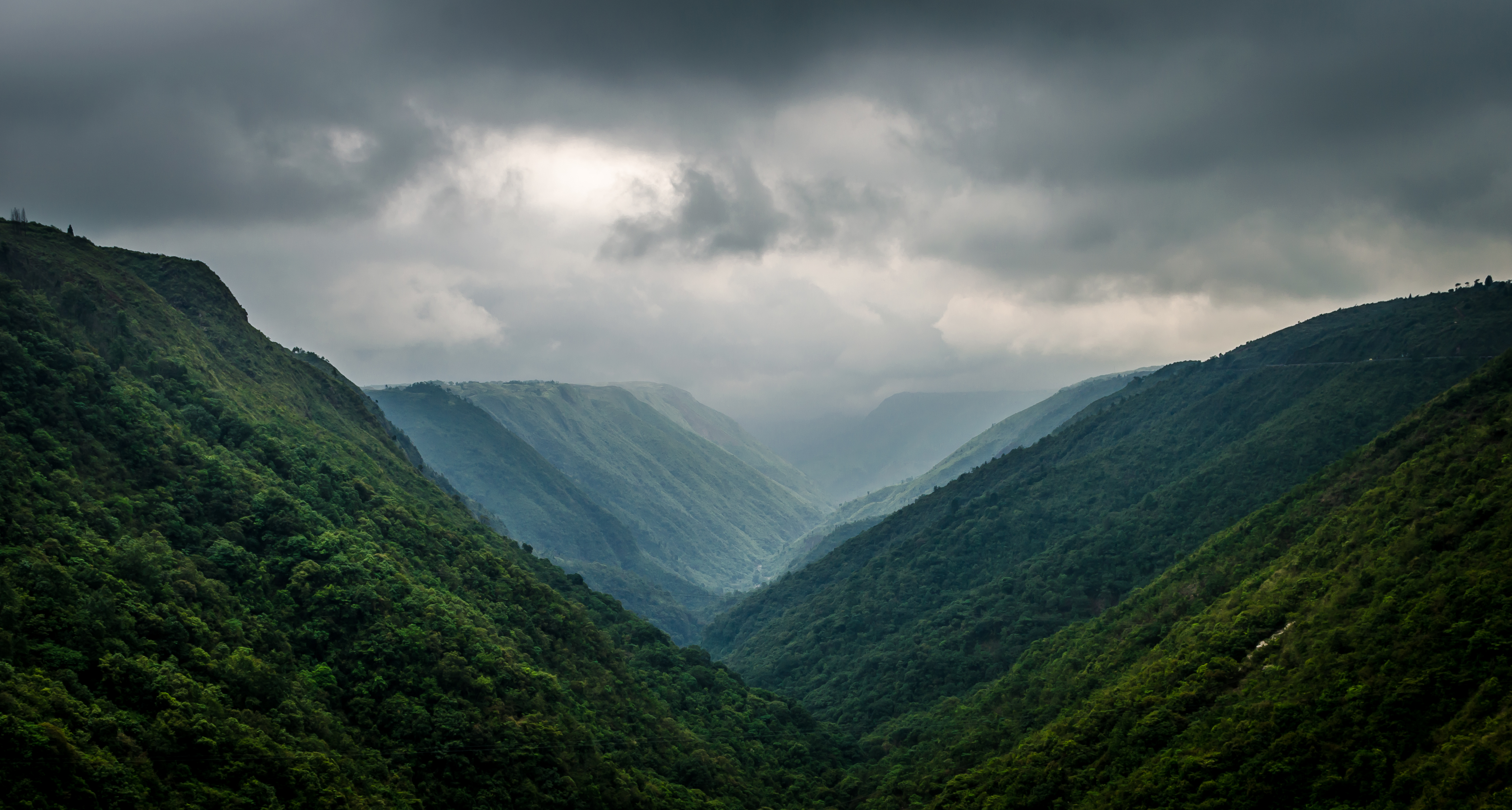
Foret sauvage des East Khasi Hills Etat de Meghalaya.

Déjà Stone (qui le voit pamplemousse acide C. megaloxycarpa) en 1994 notait l'odeur caractéristique de gingembre et d'eucalyptus. Il porte les noms de Ginger lime, Soh-sying (soh = doux; sying = gingembre) dans les montagnes de Kashi. 

## Morphologie
Citrus variety Collection de Riverside décrit ainsi l'exemplaire reçu en Californie en 1956: «Feuillage typique de cédratier. Fruit plus petit qu'un citron, peau jaune, lisse, légèrement côtelée, moyennement épaisse; chair jaune verdâtre, très granuleuse».  

## Utilisation
Il est produit principalement dans les districts de Cacher, de Khasi Hills et du district de Sylhet au  Bangladesh. Des cultures sont signalées dans différentes régions de Sylhet et de Juri Upazila. Une publication indienne (2022) le classe parmi les agrumes sous-utilisés, la même année une autre avait exploré la possibilité de tirer des pectines de C. assamensis.
Son jus très acide a une saveur aromatique particulière, on l'utilise en cuisine.

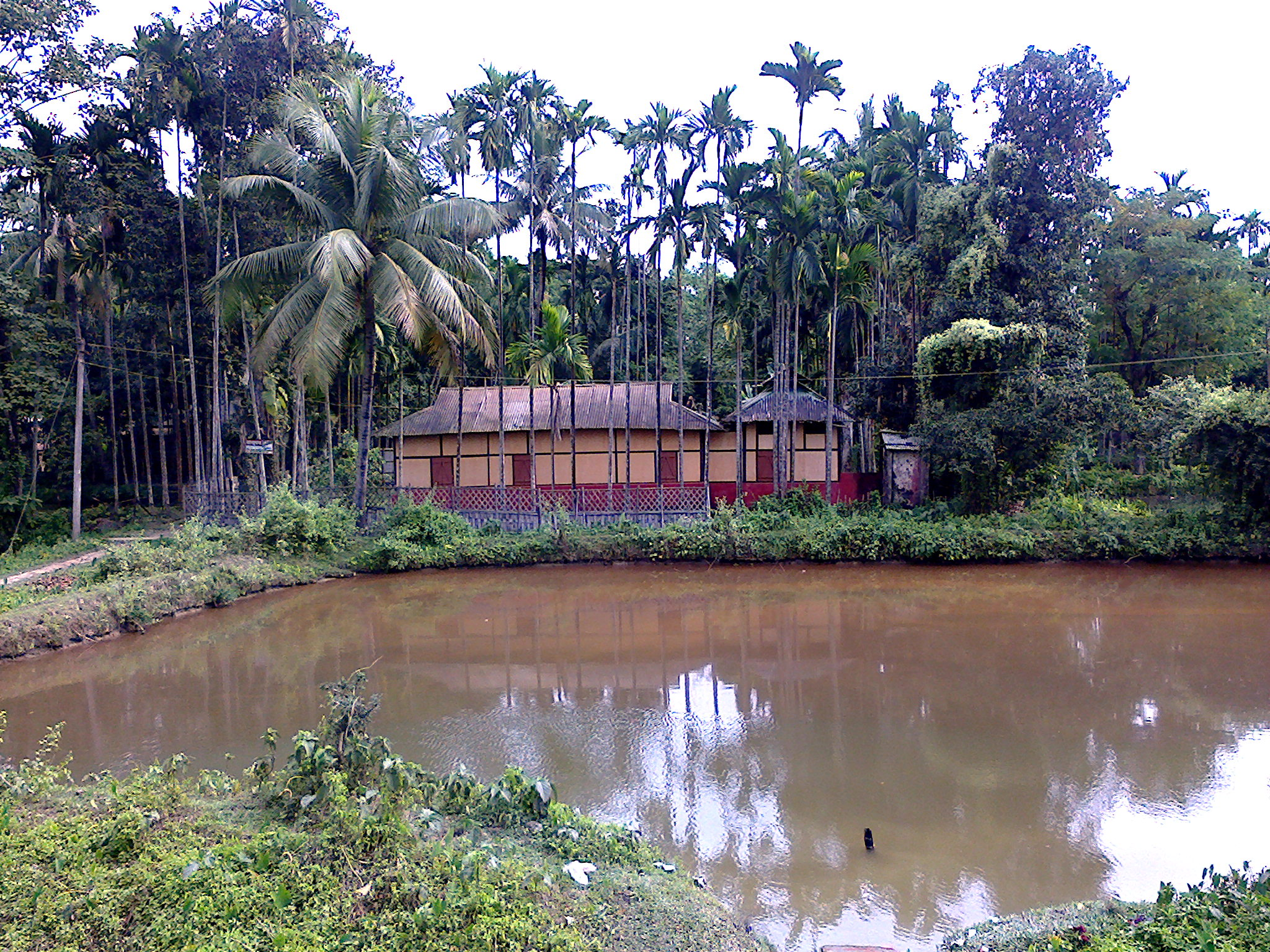
Le premier exemplaire décrit provenait de Karimganj en Assam, climat subtropical humide chaud avec hiver sec.

### Culture
De rares informations sont disponibles (2014) sur les conditions de culture in vitro en vue de la régénération des pousses et des racines (saccharose dans le milieu de culture, pH de 5,8, photopériode de 16 h de lumière pour la régénération des pousses, de 24 h d'obscurité pour la production de cals).

### Huile essentielle
Une brève analyse de la composition de l'huile essentielle de la feuille a été publiée en 2020: Elle donne 6 dérivés de coumarine (bergaptène - photosensibilisant -, umckaline, citroptène, bergamottine, ombelliférone et scopoletine), 4-hydroxybenzène-aldehyde dont limonène, β-amyrine. Les mêmes auteurs avaient publié (2018) sur les effets anti-douleur de l'extrait de feuille chez la souris.